# 先鋒一號
先鋒一號（Vanguard 1、1958-Beta 2 國際衛星標識符:1958-002B）是一顆美國衛星，是繼史普尼克1號、史普尼克2號和探險者1號之後第四顆成功發射的人造衛星，於 1958 年 3 月 17 日發射。
先鋒一號是第一顆使用太陽能供電的衛星。儘管該衛星於1964年失去通信，但它及運載火箭上層仍然是軌道上運行的最古老人造物體。
先鋒一號旨在測試先鋒計畫中三級運載火箭的發射能力及太空環境對地球軌道衛星影響。先鋒一號也用於透過軌道分析獲取大地測量數據。
先鋒一號體積小、重量輕，一隻手就可以攜帶，被蘇聯國家主席尼基塔·赫魯雪夫描述為「葡萄柚衛星」。